# Мартін Клебба
Мартін Клебба (англ. Martin Klebba, також зустрічається неправильна передача як Клеббе) — американський актор кіно і телебачення. Грає специфічні ролі завдяки своєму зросту, що становить 124 сантиметри.

## Життєпис
Мартін Клебба нар. 23 червня 1969 у місті Трой, штат Мічиган, там же в 1987 році закінчив вищу школу Athens High School. Дебютував на телеекранах 2001 року невеликою роллю в одному епізоді комедійного «Шоу Енді Діка». Того ж року глядачі змогли його побачити на широкому екрані — Клебба зіграв епізодичну роль у фільмі «Планета мавп». Актор завжди грає специфічні ролі, оскільки хворіє на карликовість (Acromicric dysplasia — єдиний зареєстрований випадок такого типу), його зріст становить 124 сантиметри. До початку 2021 року Клебба знявся в понад ста фільмів і серіалів.
Клебба управляє некомерційним фондом, який допомагає маленьким людям.
18 червня 2011 року Клебба одружився з Мішель Ділгард, син — Алек, дочка — Макензі Рей.

## Фільмографія

### Фільми
| Рік  |   | Українська назва                                    | Оригінальна назва                                      | Роль             |
| ---- | - | --------------------------------------------------- | ------------------------------------------------------ | ---------------- |
| 2001 | ф | Планета мавп                                        | Planet of the Apes                                     |                  |
| 2001 | ф | Спецагент Коркі Романо                              | Corky Romano                                           | міні-вишибала    |
| 2001 | ф | Накурені у дим                                      | How High                                               | гість на вечірці |
| 2002 | ф | Великий товстий брехун                              | Big Fat Liar                                           | бандит           |
| 2002 | ф | Вбити Смучі                                         | Death to Smoochy                                       | Рінетт           |
| 2002 | ф | Люди в чорному 2                                    | Men in Black II                                        | іншопланетянин   |
| 2002 | ф | Остін Паверс: Золотий орган                         | Austin Powers in Goldmember                            | танцівник        |
| 2003 | ф | Національна безпека                                 | National Security                                      | охоронець        |
| 2003 | ф | Від колиски до могили                               | Cradle 2 the Grave                                     | оголошувач       |
| 2003 | ф | Пірати Карибського моря: Прокляття «Чорної перлини» | Pirates of the Caribbean: The Curse of The Black Pearl | Марті            |
| 2003 | ф | Луні Тюнз: Знову в справі                           | Looney Tunes: Back in Action                           | Йосеміті Сем     |
| 2003 | ф | Будинок із приколами                                | The Haunted Mansion                                    | привид           |
| 2004 | ф | Ван Хелсінг                                         | Van Helsing                                            | Дверг            |
| 2006 | ф | Пірати Карибського моря: Скриня мерця               | Pirates of the Caribbean: Dead Man’s Chest             | Марті            |
| 2007 | ф | Пірати Карибського моря: На краю світу              | Pirates of the Caribbean: At World’s End               | Марті            |
| 2008 | ф | Знайомство зі спартанцями                           | Meet the Spartans                                      | пінгвін          |
| 2009 | ф | Хенкок                                              | Hancock                                                | в'язень          |
| 2009 | ф | У коханні дозволено все                             | All’s Faire in Love                                    | граф Ле Петі     |
| 2012 | ф | Проєкт Х: Дорвались                                 | Project X                                              | тусовщик         |
| 2013 | ф | Білосніжка: Помста гномів                           | Mirror Mirror                                          | Бутчер           |
| 2013 | ф | Фільм 43                                            | Movie 43                                               | Killer Chaun     |
| 2013 | ф | Оз: Великий та Могутній                             | Oz the Great and Powerful                              | повстанець       |
| 2014 | ф | Мотель                                              | The Bag Man                                            | Гуано            |
| 2014 | ф | Залишені                                            | Left Behind                                            | Мелвін Вейр      |
| 2015 | ф | Третій зайвий 2                                     | Ted 2                                                  | Чакі             |
| 2017 | ф | Пірати Карибського моря: Помста Салазара            | Pirates of the Caribbean: Dead Men Tell No Tales       | Марті            |
| 2019 | ф | Таємниця печатки дракона                            | Тайна печатки дракона                                  | капітан          |
| 2021 | ф | Марфа                                               | Марфа                                                  | Стапп            |
| 2022 | ф |                                                     | DumbFellas                                             | Нікі Бутс        |
| 2025 | ф | Електричний штат                                    | The Electric State                                     | Герман           |
| 2025 | ф | Білосніжка                                          | Snow White                                             | Буркотун         |

### Серіали
| Рік       |    | Українська назва              | Оригінальна назва                   | Роль                                                  |
| --------- | -- | ----------------------------- | ----------------------------------- | ----------------------------------------------------- |
| 2001      | с  |                               | The Andy Dick Show                  | Чім-Чім (Епізод: "Andy Land")                         |
| 2001      | с  | Малькольм у центрі уваги      | Malcolm in the Middle               | цирковий зазивала (Епізод: "Carnival")                |
| 2001      | тф | Білосніжка                    | Snow White: The Fairest of Them All | гном П'ятниця                                         |
| 2002      | с  | Журнал мод                    | Just Shoot Me!                      | селянин (Епізод: "The Boys in the Band")              |
| 2002      | с  | Усі жінки — відьми            | Charmed                             | карлик (Епізод: "Happily Ever After")                 |
| 2004—2009 | с  | Клініка                       | Scrubs                              | Рендалл (8 епізодів)                                  |
| 2007      | с  | Дрейк і Джош                  | Drake & Josh                        | Наг-Наг (Епізод: "Battle of Panthatar")               |
| 2007      | с  | CSI: Місце злочину            | CSI: Crime Scene Investigation      | Дікі Джонс (Епізод: "The Chick Chop Flick Shop")      |
| 2009      | с  | Мене звати Ерл                | My Name Is Earl                     | офіцер поліції (Епізод: "Darnell Outed: Part 1")      |
| 2009      | с  | Ай-Карлі                      | iCarly                              | Наг-Наг (Епізод: "iCook")                             |
| 2009      | с  | Кістки                        | Bones                               | Тодд Мур (Епізод: "The Dwarf in the Dirt")            |
| 2010      | с  | Місце злочину: Нью-Йорк       | CSI: NY                             | Кельвін Мур (Епізод: "Uncertainty Rules")             |
| 2010      | с  | Підпільна імперія             | Boardwalk Empire                    | боксуючий карлик (Епізод: "Boardwalk Empire")         |
| 2010—2011 | с  | Пара королів                  | Pair of Kings                       | Хібачі (3 епізоди)                                    |
| 2011      | с  | Плащ                          | The Cape                            | Ролло (10 епізодів)                                   |
| 2016      | с  |                               | Walk the Prank                      | хлопець-піньята (Епізод: "Welcome to Walk the Prank") |
| 2018      | с  | Північ, Техас                 | Midnight, Texas                     | демон (Епізод: "I Put a Spell on You")                |
| 2018      | с  | Смертельна зброя              | Lethal Weapon                       | байкер (Епізод: "Better Living Through Chemistry")    |
| 2020      | с  |                               | The Dark: The Great Deceiver        | Тейн (2 епізоди)                                      |
| 2021—2022 | мс | Тихоокеанський рубіж: Темнота | Pacific Rim: The Black              | Павук (6 епізодів)                                    |